# Mount Rushmore
Mount Rushmore National Memorial er en monumental granitskulptur, beliggende nær Keystone, South Dakota, inden for et område, som hedder United States Presidential Memorial. Den er skabt af Gutzon Borglum, som er af dansk oprindelse, og repræsenterer de første 150 år af De Forenede Staters historie med 18 meter høje skulpturer af hovederne af tidligere amerikanske præsidenter: George Washington (1732–1799), Thomas Jefferson (1743–1826), Theodore Roosevelt (1858–1919), og Abraham Lincoln (1809–1865). Hele mindesmærkeområdet dækker 5,17 km²) og er beliggende 1.745 m over havet. Det varetages af National Park Service, en afdeling under indenrigsministeriet. Mindesmærket har årligt omkring 2 millioner besøgende.

## Historie
Bjerget var oprindeligt kendt som Six Grandfathers blandt Lakota-folket (Sioux), men blev opkaldt efter Charles E. Rushmore, en prominent advokat fra New York under en ekspedition i 1885. Oprindeligt begyndte skulptureringen for at fremme turismen i Black Hills-regionen i South Dakota, og efter lange forhandlinger, som bl.a. indebar en delegation til USA's kongres samt præsident Calvin Coolidge, fik projektet støtte i Kongressen. Udhugningen begyndte i 1927 og sluttede i 1941. Arbejdet medførte enkelte sårede, men krævede ingen dødsofre.
Mens bjerget stadig bar navnet Six Grandfathers var det en del af ruten, Lakota-lederen Black Elk brugte på en spirituel rejse, der kulminerede ved Harney Peak. Efter en række militære kampagner fra 1876 til 1877 tog USA kontrol over området, et krav der stadig er omdiskuteret på grund af Treaty of Fort Laramie fra 1868 (se Kontrovers nedenfor). Blandt de hvide amerikanske nybyggere var bjerget kendt som blandt andet Cougar Mountain, Sugarloaf Mountain, Slaughterhouse Mountain og Keystone Cliffs. Det fik navnet Mount Rushmore under en undersøgelsesekspedition udført af Rushmore selv, David Swanzey (hvis kone Carrie var søster til forfatteren Laura Ingalls Wilder) samt Bill Challis.
Historikeren Doane Robinson fik ideen til mindesmærket i 1923 for at fremme turismen i South Dakota. I 1924 fik Robinson skulptøren Gutzon Borglum til at rejse til Black Hills-regionen for at sikre, at udhugningen kunne gennemføres. Borglum havde været involveret i udhugningen af Confederate Memorial Carving, et massivt basrelief, der er bygget som minde for lederne af Amerikas Konfødererede Stater på Stone Mountain i Georgia, men var raget uklar med lederne der. Den oprindelige plan var at udføre udhugningen i nogle granitsøjler kendt som The Needles. Det gik dog op for Borglum, at de eroderede Needles var for tynde til at kunne holde til en skulpturering. Han valgte Mount Rushmore blandt andet fordi det vendte mod sydøst og derfor fik sollys i længst muligt tid. Borglum udtalte, da han så Mount Rushmore: "America will march along that skyline." ("Amerika vil marchere langs den silhouet"). Kongressen autoriserede Mount Rushmore National Memorial Commission den 3. marts 1925. Præsident Coolidge insisterede på, at der sammen med Washington skulle afbildes to republikanere og én demokrat.
Mellem 4. oktober 1927 og 31. oktober 1941 udskar Gutzon Borglum og 400 arbejdere den kolossale 18 meter høje skulptur af USA's præsidenter George Washington, Thomas Jefferson, Theodore Roosevelt og Abraham Lincoln for at repræsentere de første 150 år af Amerikas historie. Disse præsidenter udvalgtes af Borglum på grund af deres rolle i bevarelsen af Republikken og udvidelsen af dens territorium. Figuren af Thomas Jefferson skulle oprindeligt have været placeret på Washingtons højre side, men efter at arbejdet var begyndt, fandt man, at stenen ikke var egnet, så det hidtidige arbejde på Jefferson-figuren blev sprængt bort, og en ny figur blev skabt på Washingtons venstre side.
I 1933 blev Mount Rushmore underlagt National Park Services myndighed. Ingeniør Julian Spotts hjalp projektet ved at forbedre dets infrastruktur, idet han fik jernbanen opgraderet, så den kunne nå bjergets top. Washingtons ansigt var færdigt 4. juli 1934 og blev indviet. Thomas Jeffersons ansigt blev indviet i 1936, mens Abraham Lincolns indviedes 17. september 1937. I 1937 blev der i kongressen foreslået at tilføje hovedet af borgerrettighedsforkæmperen Susan B. Anthony, men en såkaldt rider blev tilføjet en bevillingsbestemmelse, der fastslog, at der kun skulle bruges penge på de hoveder, der allerede var påbegyndt. Theodore Roosevelts ansigt blev indviet i 1939.
The Sculptor's Studio — en udstilling af unikke gipsmodeller og de værktøjer, der brugtes under udhugningen — blev bygget i 1939 under Borglums anvisninger. Borglum døde af emboli i marts 1941. Hans søn, Lincoln Borglum, fortsatte projektet. Oprindelig var det meningen, at figurerne skulle udhugges fra hoved til talje, men på grund af utilstrækkelige midler måtte man stoppe udhugningen. Borglum havde også planlagt et massivt panel formet som Louisiana-købet, hvilket skulle minde om USA's uafhængighedserklæring, købet af Louisiana og syv andre territoriale tilegnelser fra Alaska over Texas til Panamakanalzonen
Hele projektet kostede 989.992,32 dollars. Værd at bemærke for et projekt af den størrelse er, at ingen arbejdere døde under udhugningen.
15. oktober 1966 blev Mount Rushmore skrevet på listen National Register of Historic Places. En stil skrevet af William Andrew Burkett, en studerende fra Nebraska, som blev udvalgt som vinder blandt gymnasieelever af årgang 1934, blev placeret på en bronzeplade på entablementet i 1973. I 1991 indviede præsident George H. W. Bush officielt Mount Rushmore.
I en kløft bag de udskårne ansigter findes et kammer, skåret kun 20 meter ind i klippen, der indeholder en hvælving med 16 porcelænsemaljerede paneler. Panelerne indeholder teksten til Uafhængighedserklæringen og USA's forfatning, biografier af de fire præsidenter og Borglum samt USA's historie. Kammeret blev bygget som indgangsvej til en planlagt "Hall of Records"; hvælvingen blev installeret i 1998.
Ti års udbygningsarbejde kulminerede med færdiggørelsen af udvidede besøgsfaciliteter og stianlæg i 1998. Der oprettedes blandt andet et besøgscenter, et museum og præsidentstien. Vedligeholdelse af mindesmærket indebærer, at der årligt skal bjergbestigere op ad bjerget for at finde og forsegle sprækker. Mindesmærket bliver ikke renset regelmæssigt for lav, men er dog blevet renset en enkelt gang, i 2005. 

## Kontrovers
Mount Rushmore er kontroversiel blandt indianerne i USA, fordi USA overtog området fra Lakota-folket efter Black Hills-krigen i 1876-77. Fort Laramie-traktaten fra 1868 havde i forvejen givet Lakota-folket retten til området for evigt. Lakota-folket betragter området som helligt, selvom historikere også mener, at de overtog kontrollen med området med vold, idet man mener, at de jagede Cheyenne-folket væk i 1776. Medlemmer af American Indian Movement førte an i en besættelse af monumentet i 1971, hvor de kaldte bjerget for "Mount Crazy Horse". Blandt deltagerne var unge aktivister, bedsteforældre, børn og Lakotas hellige mand John Fire Lame Deer, der plantede en bedestav på toppen af bjerget. Lame Deer sagde, at staven skabte et symbolsk slør over præsidenternes ansigter, der "skal forblive beskidte indtil traktaterne omkring Black Hills er opfyldte."
I 2004 udnævntes den første indianske opsynsmand over parken. Gerard Baker har sagt, at han vil åbne flere "Oplevelses-avenuer", og at de fire præsidenter er "kun ét avenue og kun ét fokus."
Crazy Horse-mindet bliver bygget et andet sted i Black Hills for at minde en berømt indiansk leder, som et svar til Mount Rushmore. Den er planlagt til at være større end Mount Rushmore, og bliver støttet af Lakota-høvdingene; Crazy Horse Memorial Foundation har afslået tilbud om regeringsstøtte. Dog er dette mindesmærke ligeledes kilde til kontrovers, selv internt i det indianske samfund.

## Flora og fauna
Flora og fauna omkring Mount Rushmore er den samme som i resten af Black Hills-regionen i South Dakota. Fugle som kalkungribben, den hvidhovede havørn, falken og lærken flyver rundt om Mount Rushmore, og de laver indimellem reder i bjergets sprækker. Mindre fugle, som sangfugle, spætmejser og spætter bor i de omgivende nåleskove. Desuden findes der pattedyr som mus, egern, stinkdyr, hulepindsvin, vaskebjørne, bævere, grævlinge, prærieulve, bighornfår og rødlosse. Derudover findes flere arter frøer og slanger i regionen. De to åer i området, Grizzly Bear-åen og Starling basin-åen, har fisk som karper og bækørreder. Nogle vilde dyr har ikke boet i regionen oprindeligt; bjerggeden nedstammer fra geder, der var en gave fra Canada til Custer State Park i 1924, men som slap væk.
I de lavereliggende områder omgiver nåletræer, hovedsageligt Gul-Fyr, det meste af monumentet. Blandt andre træsorter kan nævnes egetræer, grantræer samt poppeltræer. Der findes ni arter buske i området omkring Mount Rushmore. Der findes ligeledes mange slags vilde blomster, blandt andet løvemund, solsikke og viol. I de højereliggende områder tynder det ud i plantelivet. På trods af de mange plantearter i området omkring Rushmore er det kun omkring fem procent af arterne, der oprindeligt har vokset i området.
Selv om området modtager omkring 460 mm nedbør pr. år, er det ikke nok til at understøtte det overvældende dyre- og planteliv. Træer og andre planter hjælper med at styre overfladeafløbet. Diger, sprækker og kilder hjælper til med at opdæmme det vand, der løber ned af bjerget. Dette giver også vandhuller til dyrene. Desuden hjælper sten som sandsten og limsten med til at holde på grundvandet, idet de skaber grundvandsmagasiner.

## Geologi
Mount Rushmore består mestendels af granit. Mindesmærket er udhugget i den nordvestlige udkant af batholitforekomsten Harney Peak i Black Hills-regionen i South Dakota, så de geologiske formationer, som udgør Black Hills, er også synlige på Mount Rushmore. Den smeltede magma trængte ind i de i forvejen eksisterende lagdelte klipper af aluminiumsilikat-mineraler under prækambrium for omkring 1,6 milliarder år siden. Den ulige afkøling af den smeltede sten forårsagede dog en formation af både fint og grovkornede mineraler, blandt andet kvarts, feldspat, moskovit og biotit. Frakturer i granitten blev forseglet af pegmatitdiger. De lyse striber i præsidenternes pander skyldes disse diger.
Black Hills-granitten blev udsat for erosion sent i prækambirum, men blev begravet under sandsten og andre sedimenter under kambrium. Området forblev begravet under palæozoikum, men blev på ny udsat for erosion under det tektoniske opløft for omkring 70 millioner år siden. Black Hills-området blev løftet op som en aflang geologisk kuppel, der rejste sig omkring 6.100 meter over havets overflade, men erosionen sled området ned til omkring 1200 meter over havets overflade. Den efterfølgende naturlige erosion af bjergkæden tillod udhugningen ved at fjerne granitten fra de overliggende sedimenter og det blødere nærvedliggende glimmer. Kontakten mellem granitten og det mørkere glimmer kan ses lige under skulpturen af Washington.
Borglum valgte Mount Rushmore af flere grunde. Bjergets sten består af blød, fintkornet granit. Den hårdføre granit eroderer kun 25 mm hver 10.000 år, hvilket er et tegn på, at det er solidt nok til at understøtte skulptureringen. Derudover var det det højeste bjerg i området, idet det strak sig op i 1.745 meters højde over havets overflade. Fordi bjerget vender mod sydøst, havde arbejderne også fordel af at have sollys det meste af dagen.

## Turisme
Turisme er South Dakotas andenstørste industri, og Mount Rushmore er statens største turistattraktion. I 2004 besøgte over to millioner mennesker mindesmærket. Området er også vært for de sidste koncerter under Rushmore Music Camp, og trækker ligeledes mange besøgende i ugen under Sturgis Motorcycle Rally.
Lincoln Borglum-museet ligger inden for mindesmærkets område. Det indeholder to teatre med 125 sæder, der viser et 1 minutter lang film om Mount Rushmore. En af de bedste udkigsposter mod bjerget ligger ved Grandview Terrace over museet. Præsidentstien, en gangsti og promenade, starter ved Grandview Terrace og slynger sig gennem gul-fyrskovene til Skulptørens Studie, der udstiller nærbilleder af mindesmærket. Skulptørens Studie blev bygget af Gutzon Borglum og udstiller en forklaring af opførslen af mindesmærket samt det værktøj, der blev brugt. Amfiteatret har også et 30 minutter langt program ved solnedgang, der beskriver opførslen af mindesmærket. Efter forestillingen oplyses bjerget i to timer.

## Mount Rushmore i populærkultur
Monumentet har ofte været anvendt i populærkulturen, særligt i en række film. Det nok mest kendte eksempel er Hitchcocks Menneskejagt, hvor den store dele af den sidste del af filmen foregår på og ved Mount Rushmore. Kun nogle af scenerne blev optaget on location, idet National Park Service afslog at give tilladelse til, at der blev optaget drabsforsøg på monumentet. Filmen angiver, at der nær toppen af selve monumentet skulle befinde sig en stor villa og et skovområde. Dette er dog ikke tilfældet.
Andre fiktive anvendelser viser parodier eller tilpassede udgaver af de fire præsidenters portrætter. Som eksempel på dette kan nævnes albumomslaget til Deep Purples In Rock, hvor portrætter af gruppens medlemmer med et spil på albummets titel ses, som om de var udhugget i klipperne. I filmen Mars Attacks! ser man i en scene marsboere erstatte præsidenternes portrætter med portrætter af marsboere.
I filmen National Treasure: Book of Secrets gemmer Cibola, byen af guld, sig indeni Mount Rushmore, og indgangen til den ufuldendte Hall of Records fungerer som udgang fra byen.